# アイザック・ロージアン・ベル (初代准男爵)
初代准男爵サー・アイザック・ロージアン・ベル（Sir Isaac Lowthian Bell, 1st Baronet, FRS, 1816年2月18日 - 1904年12月20日）は、イングランド北部のダラム・カウンティワシントン出身でヴィクトリア朝時代に活躍した製鉄業者、自由党の政治家である。彼は「当時、イザムバード・キングダム・ブルネルと同程度に有名だった」と評されている。
ベルは、エネルギッシュで有能な起業家であると同時に、革新的な冶金学者でもあった。彼は、兄弟の協力のもと鉄やアルカリ製品を製造したり、ロバート・スターリング・ニューオールなどの先駆者と協力してスチール・ケーブルを製造したりした。また、彼は、ワシントンの工場でアルミニウムの大規模な製造に乗り出し、その工程実験を行った他、当時新たに発見された元素であるタリウムなどの化学物質の製造も行った。また、彼は、ノース・イースタン鉄道や、当時世界最大の橋梁プロジェクトであったフォース橋会社などの大企業の取締役を務めた。
裕福な芸術後援者であった彼は、建築家のフィリップ・ウェッブ、デザイナーのウィリアム・モリス、画家のエドワード・バーン＝ジョーンズに、ヨークシャーの邸宅であるロウントン・グレインジとマウント・グレース・プライオリーの建設を委ねた。

## 生い立ち
ベルは、製鉄・アルカリ事業会社ロッシュ、ウィルソン・アンド・ベルの創業者のひとりであるトーマス・ベルと、その妻キャサリン・ロージアンの息子である。ニューカッスル・アポン・タインで生まれた彼は、ニューカッスルのパーシー・ストリートにあるドクター・ブルース・アカデミーでの教育を経て、エディンバラ大学とパリのソルボンヌ大学で物理学を学んだ。 彼は、マルセイユでアルカリ製造の経験を積んだ後、1836年にニューカッスルに戻り、父のウォーカーにある製鉄所と化学工場で働いた。

## 事業

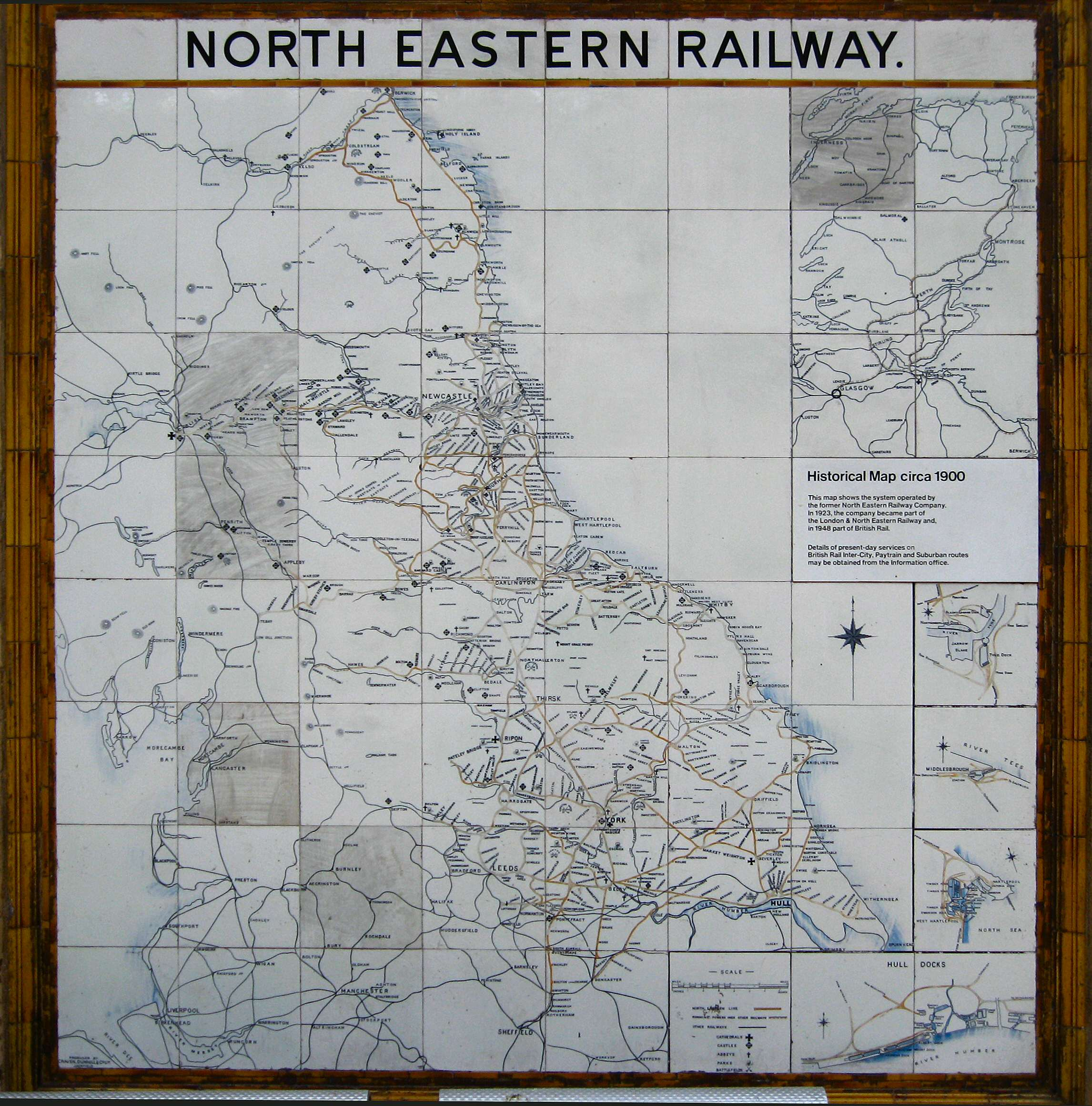
ベルが役員を務めたノース・イースタン鉄道

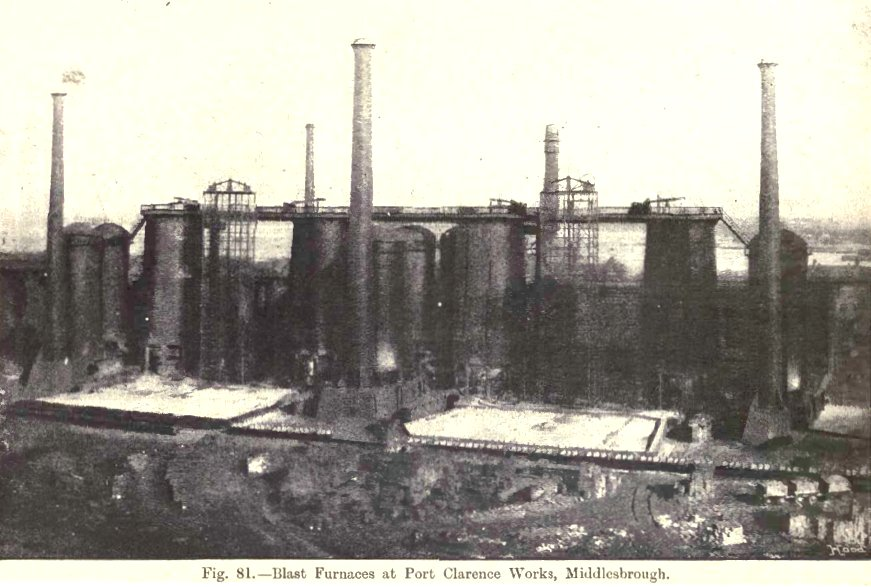
ミドルズブラにあるベル・ブラザーズのポート・クラレンス製鉄所の高炉、1917年

ベルの事業人生は複雑な物だった。同時に3つの異なる事業運営に関わった事によって、事業に対する忠誠心の葛藤が生じ、年々、それぞれの事業への忠誠心が変化していった。 1845年に父が没した後、起業家になる事を志したベルは、ウォーカー製鉄所を引き継いだ。1850年、ベルはダラム州のワシントンで、オキシ塩化鉛の新たな製造工程を発見し、画期的な成果を上げた。彼のパートナーであり、彼の自宅所在地にちなんで名付けられたワシントン化学会社の共同創業者は、義弟のロバート・ベンソン・ボウマンと義父のヒュー・リー・パティンソンだった。パティンソンは、鉛から銀を分離する彼の名を冠した工程を開発した人物である。1850年に締結された契約書では、第3代ロンドンデリー侯爵チャールズ・ヴェーン、パティンソン、ベルの3人は「化学薬品工場および取引上の共同出資者である」と宣言している。 ベルは、ロッシュ、ウィルソン・アンド・ベルの経営参画への継続と、パートナーシップは相容れないかも知れないと考えた。1849年9月、ベルはロッシュとウィルソンに手紙を出し、パティンソンとの提携によって「現在、私があなたの会社で確保している地位を手放す必要がある」と伝えた。
1850年にロバート・スターリング・ニューオールとのパートナーシップを確立したベルは、スチールロープや海底ケーブルを製造できる工作機械を備えた工場を世界ではじめて建設した。その2年後には、兄弟のトーマス・ベルとジョン・ベルが事業に加わり、ティーズ川の北岸にあるミドルズブラのポート・クラレンスに大規模な製鉄所を建設した。1853年までに3つの高炉が設置され、高炉はそれぞれ6000立方フィート強の容量を持ち、当時のイギリスで最大規模の物となっていた。この工場では、橋梁用の鉄鋼やベルが1864年から取締役に就任し、1895年から没するまで副会長を務めたノース・イースタン鉄道を含む大英帝国全土に向けた鉄道用のスチールレールが生産されていた。ベル・ブラザーズ社は、ノーマンビーとクリーヴランドで鉄岩鉱山、ウェアデールでは石灰石の採石場をそれぞれ自前で運営し、採掘と精製のため約6000人を雇い入れていた。1878年、工場の鉄鋼生産量は、年間20万トンに達した。ベルはプロフェッショナルの冶金学者、工業化学者であり、工場の排気の熱の再利用などの行程を開拓し、常に多くの行程改善を試みていた。1859年、ベルはイギリス初のアルミニウム工場を開設した。この金属は、酸化物から化学的に還元する事が困難であったため、金と同じ程度に高価だった。ワシントンでの開設式当日、ベルは馬車でニューカッスルを回り、アルミニウム製のトップハットで観衆に敬意を表した。 この工場では、アンリ・エティエンヌ・サント＝クレール・ドビーユによって開発された当時新鋭のドビーユ法が用いられた。ベルは、ザ・テクノロジスト誌で、純粋なアルミニウムを作る事がいかに重要であるかを述べている。
1863年、ベルは発見されたばかりの元素だったタリウムを、同年秋にニューキャッスルで開催されたイギリス学術協会に「数ポンド」出品した。この金属は、ワシントン工場の生産物のひとつである黄鉄鉱から硫酸を製造する際に発生する煙の堆積物（主に硫酸鉛）から得られた物だった。これはタリウムの煙を吸うと「気だるさと頭痛」に襲われる事を発見したワシントン工場研究所の「主任」研究者、アンリ・ブリヴェの功績とされている。
クリーヴランドの鉄鉱石は、リンの含有率が1.8～2.0％と比較的高く、鉄が脆くなるため、製鉄には不向きとされていた。ベルは、5万ポンドもの費用をかけて大規模な実験を行った結果、リンの含有量が0.07％以下のスチールレールを製造する塩基性製鋼法を確立した。 1904年のタイムズ紙に掲載されたベルの追悼記事には、ベル自身がもたらした進歩の証として、ベルが「ティーズ川に石炭を運ぶ軌道に木製のレールが使われているのを見た事がある」と書いてある。
1867年と1868年の両年にわたって、ベルは製鉄の状況と、外国の競合相手、特にフランス、ベルギー、ドイツの状況に関する論文を発表した。 その中でイギリスの大きな強みは、「イギリスの鉱物資源の中で非常に重要な役割を果たしている、比類のない石炭の分野」にあるとする一方、彼は、石炭の価格や品質はイギリスの方が優れているが、労働力のコストは、特にドイツでは20～25％も低いと述べている 。 1882年、ベルはポート・クラレンスの地下深度1200フィートに採掘可能な塩層を発見し、塩の掘削に成功した。彼はその塩を炭酸ナトリウムの原料に使用したが、1888年にその採掘孔はソルト・ユニオンに売却された。
1875年、ベルはロバート・ベンソン・ボウマンとロバート・スターリング・ニューオールとのパートナーシップ関係を解消し、事業から離れた。その後、1878年にニューオールがボウマンから権利を買い取るまで、ボウマンとニューオールのふたりで化学事業を継続した。彼はその後も、ベル社やノース・イースタン鉄道の株式を保有していたが、1901年、85歳を迎えた彼は、長期間にわたって重工業が苦境に立たされていた事に加え、ドイツ、アメリカ、日本で製造業が発展していく中で、さらなる業績の悪化が懸念された事から、一族の財産を守るために決定的な行動に出た。 彼の鉄道株式をノース・イースタン鉄道、そして、ライバル関係にあったドーマン・ロング社に製造業の過半数の株式の売却を完了したのは1903年の事であった。彼は、このような形で確保した資産から、多くの甥や姪、孫たちにそれぞれ5,000ポンドを与えた。

## 政治
ベルは1850年から30年間に渡ってニューカッスル・アポン・タインの町議会で活躍した。1851年には町の執政官、1854年には町長、1859年には町議会議員となった。1862年にはニューカッスル町長に再度選出された。
ベルは、1874年2月から6月までノース・ダーラムから国会議員に、1875年から1880年まではハートルプールから議員に選出された。1874年、彼の運動員が脅迫罪を犯したという理由により、ノース・ダーラムの議席を失った。

## 栄典、受賞と功績
ベルは鉄鋼協会を創設して、1873年から1875年まで会長を務めた。1874年には、ヘンリー・ベッセマー卿が創設した金メダルのはじめての受賞者となった。同じ年、ベルは、化学と冶金、特に鉄鋼に関する功績により、王立協会フェローとなった。
科学界における国際的な著名人である彼は、1876年のフィラデルフィア万国博覧会、1878年のパリ万国博覧会に招待され、審査員を務めた。招待に応じた彼はアメリカ哲学協会の名誉会員になり、そしてレジオンドヌール勲章のオフィシエを受章した。1877年、彼は、イギリス化学協会（後の王立化学協会）を設立、 また、ロンドン化学協会のフェロー、化学工業協会の会長に任命された。
1881年4月3日に行われた国勢調査によれば、ベルは娘のメイジーの家の寄留者として記録されている。世帯主は、ロンドンのハーレー・ストリートに住む娘の夫のエドワード・L・スタンリーで、ベルの職業は「行政官、副統監、鉄鋼業経営者」と記されている 。 1882年、ベルはフォース橋会社の取締役になった。これは当時、世界最大の橋梁プロジェクトだった 。ベルは1884年にイギリス機械技術者協会の会長となり、1885年には準男爵に叙せられた。彼は、自分以降も継承される称号のモットーに「Perseverantia（忍耐）」を選び、紋章はアージェント地にアジュールで描いた鷹の疑似餌を置き、疑似餌の間をアジュールのフェスで隔て、フェスの部分に3つのホークス・ベル（鷹狩りの際、鷹の足に付ける小さな金属製の鈴）を配した図案を制定した。
1886年、ベルは北イングランド鉱業機械工学会の第10代会長に就任した。1890年、彼はイギリス土木学会からジョージ・スティーブンソン・メダルを授与され、同協会で発表した論文に対して同協会からテルフォード・メダル（当時はテルフォード・プレミアムと呼ばれていた）を授与された。1895年、ベルは、ロイヤル・ソサエティ・オブ・アーツからアルバート・メダルを授与された。受賞理由は、冶金学の研究とそれによる鉄鋼業の発展により、芸術、製造、商業に貢献した事が評価された物である。

## 著作
ベルは、化学や冶金に関する多くの論文を書いた。「鉄の取引」では、イギリスの工業生産がドイツに追い抜かれる事を正確に予測し、政府にそれを回避するための行動を促したが、失敗に終わった。 彼の主な著作には以下のものがある。
- The Manufacture of Iron in connection with the Northumberland and Durham Coalfields, The Industrial resources of the District the three northern rivers, the Tyne, Wear and Tees: including the reports on the local manufactures, read before the British Association.[33]
- On the Manufacture of Aluminium, The Industrial resources of the District the three northern rivers, the Tyne, Wear and Tees: including the reports on the local manufactures, read before the British Association. (pp 73–119) Baron William George Armstrong, 1863.
- The Manufacture of Aluminium, The Technologist, July 1864.
- The Manufacture of Thallium, British Association, 1864.
- The present state of the manufacture of iron in Great Britain, and its position as compared with that of some other countries (from the report of the British Association for the Advancement of Science 1867), M & M.W. Lambert, Newcastle upon Tyne, 1867.
- The Chemical Phenomena of Iron Smelting: An Experimental and Practical Examination of the Circumstances Which Determine the Capacity of the Blast Furnace, the Temperature of the Air, and the Proper Condition of the Materials to Be Operated Upon (collection of papers published as a book, 435pp), Routledge, London, 1872.
- The Iron Trade of the United Kingdom Compared with that of the Other Chief Ironmaking Nations, Literary and Philosophical Society, Newcastle-upon-Tyne, 1875.
- Mr I Lowthian Bell and the Blair Direct Process. James M'Millin, 1875.
- Sir Lowthian Bell and his presidential address. North of England Institute of Mining and Mechanical Engineers (vol. 36) 1875.
- On the Hot Blast, with an explanation of its Mode of Action in Iron Furnaces of Different Capacities. Transactions of the American Institute of Mining Engineers (vol. V pp 56–81) May 1876 to February 1877.
- The Principles of the Manufacture of Iron and Steel with some notes on the economic conditions of their production , George Routledge & Sons, London, 1884.
- On the manufacture of salt near Middlesbrough (with James Forrest). Institution of Civil Engineers, London, 1887.
- On the Probable Future of the Manufacture of Iron.[34]
- Memorandum as to the wear of rails, Ben Johnson, 1896.
- Memorandum(No.2) as to the wear of rails & broken rails, Leeds Chorley & Pickersgill 1900.

## 家族
1842年7月20日、ベルは、ビジネスパートナーであるヒュー・リー・パティンソンとフィービー・ウォルトンの娘、マーガレット・パティンソンと結婚した。マーガレットの妹たちは、ベルのビジネスパートナーであるロバート・ベンソン・ボウマンとロバート・スターリング・ニューオールと結婚していた。この3人の義兄弟は、タインサイド・ナチュラリスト・フィールド・クラブとノーサンバーランド自然史協会の会員だった。
夫妻には、探検家で外交官のガートルード・ベルの父である第2代準男爵のサー・トーマス・ヒュー・ベル（通称ヒュー）、フローレンス、1873年に第4代アルダリー男爵エドワード・スタンリーと結婚したメアリー・キャサリン（通称メイジー）、エイダ、チャールズ、エレン（幼くして死亡）の子供たちがおり、孫の数は約60人にもおよんだ。
1854年、彼はニューカッスル・アポン・タインの数マイル南にワシントン・ニュー・ホールを建設した。1872年、ホールの煙突の中で、違法な7歳の煙突掃除人が死亡した。ベルはすぐにノーザラートン近郊に新築されたロウントン・グレインジに引っ越した。ワシントン・ニュー・ホールは、ベルの意向によって、貧しい子供たちのための施設として寄贈され、「デイム・マーガレット・ホール」と名付けられるまで、19年間空き家になっていた。彼の孫娘の伝記を書いた作家ジョージナ・ハウエルによれば、彼は「手ごわい巨人」で、やや癇癪持ちだったと述べている。1877年、一家はロウントン・グレインジで、クリスマスの言葉遊びのためにアルファベットを用意したが、その中には「Cは軽蔑するピーターを潰す（Crushing Contemptuous Pater）」が含まれており、後にベルの娘エルサは「サー・アイザック・ロージアン・ベル」と注釈を入れている。
ハウエルが見るところ、ベルの人物像を示す出来事がもうひとつあったという。マウント・グレイス・プライオリーで発見された書類によれば、ある寒い冬の夜、ベルの御者が、「馬車のボックス・シートの上で固く凍っていた」とある。ハウエルは、この御者が単に心臓発作を起こしただけで、凍死ではなかった可能性もあると指摘しているが、それでも彼女の見解では、「人への思いやりは、おそらくロージアンの主要な資質ではなかった」としている。

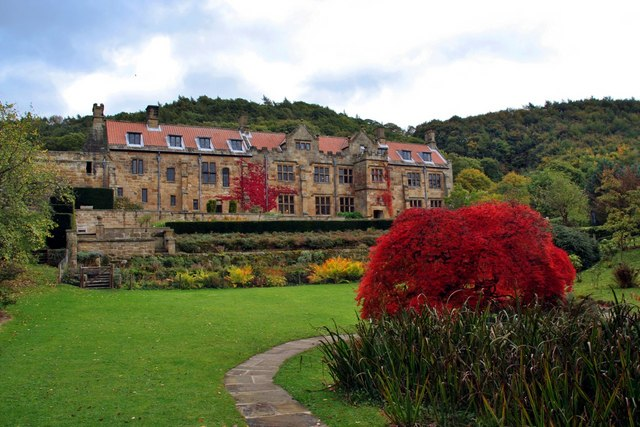
中世の荘園を改装したマウント・グレース・プライオリー、2008年

ロウントン・グレインジは、1876年に建築家フィリップ・ウェッブのもとで完成し、当時の彼にとって最大のプロジェクトだった。5階建の邸宅は、黄色の煉瓦、パンタイルの屋根、巨大な中世風の煙突などの「ゴシック様式」の特徴を備えており、3,000エーカーの敷地の中には、芝生、水仙の森、バラ園、2つの湖があった。内部は、邸宅の幅全体に広がる巨大なアーチ型の回廊、大きなカーブを描く階段、バロニアル風の暖炉などが備えられた。大応接間にはアダメスク様式の暖炉があり、広大な絨毯の上に2台のグランドピアノが置かれていた。また、ウィリアム・モリスとエドワード・バーン＝ジョーンズがデザインし、ベル夫人とその娘たちが数年を費やして製作した、チョーサーの「薔薇物語」の情景を描いた巨大なタペストリー壁があった。
彼は莫大な富を得たにもかかわらず、マーガレットと彼は比較的簡素な生活を送っていた。1898年に週末の保養地として購入した時には深刻な荒廃状態にあったオスマザーリー近郊の中世以来の歴史があるマウント・グレース・プライオリーを3年間かけて改装した際には、比較的質素なアーツ・アンド・クラフツ様式によって行われた。 当時最高のデザイナーによって「審美的」スタイルの装飾が施され、ウィリアム・モリスによる「ダブル・バウ」の壁紙は、リンゴ木の版木22個を使って手刷りされた物だった。 2010年の修復に伴い、オリジナルの版木を用いて、壁紙のレプリカを作成した際、手作業で1ロールを印刷するために1週間を要した。 モリスは大邸宅の装飾をしながら、「金持ちの上っ面の贅沢に付き合っている」と語っている。
1904年12月20日、ベルは、ベルグレイブ・テラス10番地のロンドンの自宅で没した。 彼は1904年の死に際して、息子のヒュー・ベルに75万ポンドの遺産を残した。

## 遺産
彼の死後、鉱業技術者協会は次のように決議した。
ガートルード・ベルの伝記作家であるジョージナ・ハウエルは、祖父のロージアン・ベルについて、「鉄の製錬時の化学現象」などの著作を通じて、「イギリス冶金学の高僧」とみなされていたと書いている。彼女は、彼がその富と、製鉄スラグをリン酸塩肥料として使用する などの革新的な技術によっても注目されていたと述べており、彼は間違いなくイギリスの「最も優れた実業家」だったと言えよう。彼の友人の中には、チャールズ・ダーウィン、トーマス・ハクスリー、ウィリアム・モリス、ジョン・ラスキンといったヴィクトリア朝時代の著名人士がいた。しかし、ハウエルは「ロージアンは愛されるというよりは、むしろ賞賛され、家族に対しては独裁的で厳格な態度をとっていたようだ」と書いている。また、「当時、イザムバード・キングダム・ブルネルと同程度に有名だった男の伝記は現在まで存在しない」と述べている。